# Marily dos Santos
Marily dos Santos (Alagoas, 5 de febrer de 1978) és una corredora de marató brasilera.
Als trenta anys, dos Santos va fer el seu debut oficial als Jocs Olímpics de 2008 a Beijing, on va competir a la marató femenina. Va acabar la seva carrera en 51a posició, gairebé un minut (58 segons) per darrere de la turca Bahar Dogan, amb un temps de 2:38:10.
El 2015 va representar al Brasil en la marató dels Jocs Panamericans d'aquell any, acabant cinquena.
Durant la seva trajectòria atlètica, va esdevenir guanyadora a la Maratona di Sant'Antonio d'Itàlia el 2012. Ha guanyat nombroses competicions celebrades al Brasil, entre les quals destaquen la Marató de Rio de Janeiro el 2007, la Mitja Marató de Brasília el 2008 i dues vegades en la Corrida de São Sebastião.
També ha competit en camp a través i va ser medallista de bronze en carreres de curta distància al Cross Country Championships d'Amèrica del Sud de 2002, i guanyadora per equips en el del 2005. El 2003 va representar al Brasil en el Campionat Mundial de Mitja Marató de la IAAF.